# Безотосный, Виктор Михайлович
Ви́ктор Миха́йлович Безото́сный (род. 25 января 1954; Серов, Свердловская область, СССР) — советский и российский историк, специалист в области военной истории России, истории Наполеоновских войн и истории казачества. Доктор исторических наук. Заведующий экспозиционным отделом Государственного исторического музея. Лауреат премии им. И. Е. Забелина (2001), Государственной премии Российской Федерации в области литературы и искусства (2002, в области просветительской деятельности) и премии правительства РФ в области культуры (2014).
Автор ряда монографий и большого числа статей в научных изданиях, а также около 30 музейных выставок по истории России и экспозиции ГИМ по истории Отечественной войны 1812 года. Руководитель авторского коллектива трёхтомной энциклопедии «Отечественная война 1812 года и освободительный поход русской армии 1813—1814 гг.» и редактор ежегодного сборника «Эпоха 1812 года: Исследования. Источники. Историография». Вып. I—XVIII (2001—2021).

## Биография
В 1980 году окончил исторический факультет МГУ имени М. В. Ломоносова. В 1987 год там же защитил диссертацию на соискание учёной степени кандидата исторических наук по теме «Разведка и планы сторон в 1812 году». В 2013 году защитил докторскую диссертацию по теме «Россия в наполеоновских войнах 1805—1815 гг.».
Руководил подготовкой экспозиции Государственного исторического музея, Музея Отечественной войны 1812 года.
Совместно с А. К. Сорокиным Безотосный является руководителем авторского коллектива 2-томной энциклопедии «Заграничные походы российской армии, 1813—1815 годы» (2011, РОССПЭН), которая была удостоена Национальной премии «Лучшие книги и издательства 2011 года» в номинации «История». Монография Безотосного «Россия в наполеоновских войнах, 1805—1815 гг.» (2014, РОССПЭН) была удостоена специальной премии Национальной премии «Лучшие книги и издательства — 2014».